# J. Tourmentin
J. Tourmentin, de son vrai nom Henry-Stanislas-Athanase Joseph, né le 5 novembre 1850 à Champdeniers et mort le 27 novembre 1931 à Sainte-Pezenne, est un religieux et auteur antimaçonnique français.

## Biographie
Ordonné prêtre dans le diocèse de Poitiers, Henry Joseph devient successivement professeur à Arcachon, puis journaliste à Paris, où, sous le nom de plume de J. Tourmentin (en référence au tourmentin)[réf. nécessaire], il se spécialise dans l'antimaçonnisme. Il utilise également d'autres pseudonymes (Josepff, Misaine, Joseph de Villemont).
En 1897, il est l'un des fondateurs du Comité Antimaçonnique de Paris, qui prend en 1904 le nom d'Association antimaçonnique de France (quelquefois appelée, à tort, « Ligue antimaçonnique de France »), dont il assure le secrétariat général et dont il dirige le Bulletin.
Après 1924, il se retire dans son département natal, les Deux-Sèvres, où il meurt en 1931.

## Théories
Dans son livre La Girouette maçonnique, l'abbé Tourmentin accuse la franc-maçonnerie de servilisme et d'incohérence en la présentant comme soumise à tous les régimes politiques successifs que la France ait connu. Il dénonce également l'assassinat du roi de Portugal, Charles Ier, comme un complot maçonnique.

## Principales publications
- Notices d'autorité :   - VIAF
  - ISNI
  - BnF (données)
  - IdRef
  - NUKAT

Livres sous le nom de Tourmentin
- Les Enfants de la veuve, Paris, 1900.
- La Girouette maçonnique, édition 1901.
- La Ligue de l'Enseignement - Une mise au point, Paris, 1919.
- Qu'est-ce donc que la Franc-Maçonnerie, Paris, 1923.

Livres sur J. Tourmentin
- Manuel anti-maçonnique à l'usage des citoyens qui veulent s'éclairer d'après J. Tourmentin, Paris, La Libre Parole, juillet 1932.